# إدوارد بومهوف
إدوارد يان بومهوف (بالهولندية: Eduard Bomhoff) (مواليد 30 سبتمبر 1944) اقتصادي وأكاديمي هولندي. شغل منصب نائب رئيس وزراء هولندا ووزير الصحة والرعاية الاجتماعية والرياضة لقائمة بيم فورتاين في حكومة جان بيتر بالكنإنده من 22 يوليو 2002 إلى 16 أكتوبر 2002.
يعمل بومهوف حاليا أستاذا للاقتصاد في جامعة موناش ماليزيا في كوالالمبور.

## النشأة
ولد إدوارد يان بومهوف في 30 سبتمبر 1944 في أمستردام في عائلة تتبع الكنيسة الكاثوليكية القديمة وهو ابن جاكوبوس جيراردوس بومهوف وزير وبروفيسور أدب. انتقلت الأسرة عام 1957 إلى لايدن. درس بومهوف في مدرسة ستيديليجك ملعب لايدن ثم ذهب إلى جامعة لايدن. بعد حصوله على درجة الماجستير في الاقتصاد هناك حصل على درجة دكتوراه في الفلسفة في الاقتصاد من جامعة إراسموس روتردام في عام 1979. عمل بومهوف محاضرا في السياسة النقدية هناك. حصل على رتبة الأستاذية في عام 1981 وشغل منصب مدير برنامج الماجستير التنفيذي روتشستر-ايراسموس في إدارة الأعمال من عام 1986 إلى عام 1989. عمل بعد ذلك أستاذا للتمويل في جامعة ناينرود لإدارة الأعمال. بالإضافة إلى مسيرته الأكاديمية فقد قام بومهوف بتأسيس المعهد الهولندي للأبحاث الاقتصادية العلمية في عام 1995 وهو معهد بحوث اقتصادية تأسس ليكون بديلا للمكتب الرسمي لتحليل السياسات الاقتصادية. كان بومهوف أيضا كاتب عمود في هاندلسبلاد من عام 1989 حتى عام 2002.

## الحياة السياسية

### نائب رئيس الوزراء
خدم بوموهوف في منصب نائب رئيس الوزراء ووزير الصحة والرعاية الاجتماعية والرياضة من 22 يوليو 2002 إلى استقالته في 16 أكتوبر من نفس العام. خدم بومهوف كعضو في قائمة بيم فورتاين رغم أنه كان عضوا في حزب العمل الهولندي حتى تلك الانتخابات.

### الاستقالة
خلال فترة وجوده في مجلس الوزراء تعرض بومهوف لهجوم من قبل وزير الشؤون الاقتصادية هيرمان هينسبرويك وهو عضو في قائمة بيم فورتين. ذكر هينسبرويك علنا بأن بومهوف كان فاشلا في منصب نائب رئيس مجلس الوزراء. الشريك الائتلافي الحزب الليبرالي أقنع وزراء قائمة بيم فورتين الآخرين بإمكان استبدال بومهوف وهينسبرويك. أخبر بومهوف زملاؤه أن هذا لن يجدي نفعا لكنهم أجبروه وهينسبرويك على الاستقالة. كما تنبأ بومهوف والعديد من الصحف الكبرى فإنه لم يسمح لقائمة بيم فورتين بوضع وزيرين جديدين في الحكومة لكنه قرر حل البرلمان فورا والدعوة لإجراء انتخابات جديدة. لم تعود قائمة بيم فورتين أبدا إلى الحكومة الهولندية.

## بعد الحياة السياسية
عاد بومهوف إلى الحياة الأكاديمية بعد خروجه من الحكومة حيث قبل العمل أستاذ أول في جامعة البحرين ومن ثم في جامعة نوتنغهام. يشغل حاليا منصب أستاذ الاقتصاد في جامعة موناش في ماليزيا. كتب بومهوف كتاب عن الفترة التي قضاها في الحكومة بعنوان الطموح الأعمى. لقد كان الباحث الرئيسي في ماليزيا لمسح القيم العالمية ونشرت أبحاثه مؤخرا في مجلة بين ثقافات علم النفس وفي الخيار العام.

## الحياة الشخصية
ينتمي بومهوف إلى الكنيسة الكاثوليكية القديمة لكنه يعتبر دينه مسألة خاصة. وجهات نظره الدينية أرثوذكسية تماما. هو متزوج منذ عام 1966 ولديه طفلان.